# براندون رايلي
براندون رايلي (بالإنجليزية: Brandon Reilly)‏ هو مغني وعازف قيثارة أمريكي، ولد في 18 مايو 1981 في نيويورك في الولايات المتحدة.